# أحمد بن الطيب السرخسي
أحمد بن الطيب السرخسي (توفي. 286 هـ/899) هو أبو العباس أحمد بن محمد بن مروان السرخسي (نسبة إلى سرخس)، ممن ينتمي إلى يعقوب بن إسحق الكندي وعليه قرأ ومنه أخذ وكان متفنناً في علوم كثيرة من علوم القدماء والعرب حسن المعرفة جيد القريحة بليغ اللسان مليح التصنيف والتأليف أوحداً في علم النحو والشعر وكان حس العشرة مليح النادرة خليعاً ظريفاً وسمع الحديث أيضاً وروى شيئاً منه.
ومن ذلك روى أحمد بن الطيب السرخسي قال عن أنس بن مالك قال قال رسول اللّه: "إذا اكتفى الرجال بالرجال والنساء بالنساء فعليهم الديار.
وروى أحمد بن الطيب أيضاً عن أحمد بن الحارث، قال النبي: «أشد الناس عذاباً يوم القيامة من سب نبياً أو صحابة نبي أو أئمة المسلمين».
وتولى أحمد بن الطيب في أيام المعتضد الحسبة ببغداد وكان أولاً معلماً للمعتضد ثم نادمه وخص به وكان يفضي إليه بأسراره ويستشيره في أمور مملكته وكان الغالب على أحمد بن الطيب علمه لا عقله وكان سبب قتل المعتضد إياه اختصاصه به فإنه أفضى إليه بسر يتعلق بالقاسم بن عبيد الله وبدر غلام المعتضد فأفشاه وأذاعه بحيلة من القاسم عليه مشهورة فسلمه المعتضد إليهما فاستصفيا ماله ثم أودعاه المطامير فلما كان في الوقت الذي خرج فيه المعتضد لفتح آمد وقتال أحمد بن عيسى بن شيخ أفلت من المطامير جماعة من الخوارج وغيرهم وإلتقطهم مؤنس الفحل وكان إليه الشرطة وخلافة المعتضد على الحضرة وأقام أحمد في موضعه ورجا بذلك السلامة فكان قعوده سبباً لمنيته وأمر المعتضد القاسم بإثبات جماعة ممن ينبغي أن يقتلوا ليستريح من تعلق القلب بهم فأثبتهم ووقع المعتضد بقتلهم فأدخل القاسم اسم أحمد في جملتهم فيما بعد فقتل وسأل عنه المعتضد فذكر له القاسم قتله وأخرج إليه الثبت فلم ينكره ومضى بعد أن بلغ السماء رفعة في سنة وكان قبض المعتضد على أحمد بن الطيب في سنة 283 هـ ومائتين وقتله في الشهر المحرم من سنة 286 هـ/899م.

## كتب أحمد بن الطيب السرخسي
1. اختصار كتاب إيساغوجي لفرفريوس.
2. اختصار كتاب قاطيغورياس.
3. اختصار كتاب بارير ميناس.
4. اختصار كتاب أنالوطقيا الأولى.
5. اختصار كتاب أنالوطقيا الثانية.
6. كتاب النفس.
7. كتاب الأغشاش وصناعة الحسبة الكبير.
8. كتاب غش الصناعات والحسبة الصغير.
9. كتاب نزهة النفوس ولم يخرج باسمه.
10. كتاب اللهو والملاهي ونزهة المفكرة الساهي في الغناء والمغنين والمنادمة والمجالسة وأنواع الأخبار والملح صنفه للخليفة. وقال أحمد بن الطيب في كتابه هذا إنه صنف هذا الكتاب وقد مر له من العمر إحدى وستون سنة.
11. كتاب السياسة الصغير.
12. كتاب المدخل إلى صناعة النجوم.
13. كتاب الموسيقى الكبير مقالتان. ولم يعمل مثله كتاب الموسيقى الصغير.
14. كتاب المسالك والممالك.
15. كتاب الأرثماطيقي في الأعداد والجبر والمقابلة.
16. كتاب المدخل إلى صناعة الطب. ونقض فيه على حنين بن إسحاق.
17. كتاب المسائل كتاب فضائل بغداد وأخبارها.
18. كتاب الطبيخ ألفه على الشهور والأيام للمعتضد.
19. كتاب زاد المسافر وخدمة الملوك، مقالة من كتاب أدب الملوك.
20. كتاب المدخل إلى علم الموسيقى.
21. كتاب الجلساء والمجالسة.
22. رسالة في جواب ثابت بن قرة فيما سأل عنه مقالة في البهق والنمش والكلف.
23. رسالة في السالكين وطرائفهم واعتقادهم.
24. كتاب منفعة الجبال.
25. رسالة في وصف مذاهب الصابئين.
26. كتاب في أن المبدعات في حال الإبداع لا متحركة ولا ساكنة.
27. كتاب في ماهية النوم والرؤيا.
28. كتاب في العقل.
29. كتاب في وحدانية اللّه تعالى.
30. كتاب في وصايا فيثاغورس.
31. كتاب في ألفاظ سقراط.
32. كتاب في العشق.
33. كتاب في برد أيام العجوز.
34. كتاب في كون الضباب.
35. كتاب في الفأل.
36. كتاب في الشطرنج العالية
37. كتاب أدب في النفس إلى المعتضد.
38. كتاب في الفرق بين نحو العرب والمنطق.
39. كتاب في أن أركان الفلسفة بعضها على بعض. وهو كتاب الاستيفاء.
40. كتاب في أحداث الجو.
41. كتاب الرد على جالينوس في المحل الأول.
42. رسالة إلى ابن ثوابة.
43. رسالة في الخضابات المسودة للشعر.
44. كتاب في أن الجزء ينقسم إلى ما لا نهاية.
45. كتاب في أخلاق النفس.
46. كتاب سيرة الإنسان.
47. كتاب إلى بعض إخوانه في القوانين العامة الأولى في الصناعة الديالقطيقية أي الجدلية على مذهب أرسطوطاليس.
48. اختصار كتاب سوفسطيقا لأرسطوطاليس.
49. كتاب القيان.